# LaFace Records
LaFace Records est un label discographique américain, basé à Atlanta, en Géorgie. Fondé en 1989 par Antonio « L.A. » Reid et Kenneth « Babyface » Edmonds, le label est une filiale de Sony BMG Music Entertainment. L'ancien catalogue du label et les rééditions sont actuellement publiés par Legacy Recordings.

## Histoire
Au début des années 1980, Edmonds et Reid collaborent à Indianapolis, dans l'Indiana, où ils sont tous les deux membres du groupe The Deele,. Après trois albums avec le groupe, le duo emménage en 1985 à Los Angeles, en Californie, où ils s'établissent comme équipe de production, travaillant notamment aux côtés de Whispers, Bobby Brown, Whitney Houston, Boyz II Men et Pebbles. En 1989, il se délocalise à Atlanta et cofondent LaFace Records comme coentreprise avec Arista Records. Le nom LaFace provient de la contraction des surnoms des cofondateurs du label, L.A. et BabyFace. Le premier artiste signé au label est Damian Dame, dont la chanson Exclusivity atteint la première place des classements américains. 
L'année 1992 se veut bénéfique pour le label ; LaFace publie le trio vocal féminin TLC et la bande originale du film Boomerang qui se vendront à un million d'exemplaires chacun. La bande-son présente également une autre chanteuse qui collaborera avec LaFace, Toni Braxton, dont le premier album se vendra à plus de 9 millions d'exemplaires. En 1994, TLC publie son premier album CrazySexyCool qui atteindra plus de 10 millions d'exemplaires vendus. En 1993, Reid et Edmonds mettent un terme à leur collaboration dans la composition et la production. Edmonds, qui jouit de son succès en tant que producteur et chanteur solo à la fin des années 1980 et début des années 1990 emménage en California, et Reid reste à Atlanta pour se consacrer au côté administratif de la société. Toujours en 1993, le label fait ses premiers pas dans le genre hip-hop avec la signature du duo OutKast. En 1995, le label signe Goodie Mob, groupe originaire d'Atlanta dont le premier album Soul Food commence à populariser LaFace Records dans le genre hip-hop.
Le deuxième album de Usher, My Way, est publié en 1997 au label, et atteint plus de 7 millions d'exemplaires vendus. En 1998, Outkast publient leur album Aquemini, premier des classements américains. En 1999, TLC publient leur troisième album avec LaFace, Fanmail, vendu à plus de 6 millions d'exemplaires. La même année, en 1999, LaFace est acheté dans sa totalité par Arista Records et Sony BMG. Puis en 2001, à la suite de la promotion d'Antonio Reid au sein d'Arista, LaFace est dissous et ses artistes sont transférés vers Arista, sous la direction de L.A. Reid. Un an après sa plainte contre LaFace Records, Toni Braxton se réconcilie avec le label et prévoit la sortie d'une suite de son album Secrets (1996).
C'est en 2004 que LaFace fait son retour dans l'industrie musicale en tant que partie de Zomba Music Group. En 2015, LaFace produit notamment des artistes comme P!nk, Usher et Ciara.

## Artistes
- 1 Life 2 Live
- A Few Good Men
- Alexandra Burke
- Az Yet
- B-Rock and the Bizz
- Toni Braxton
- The Braxtons
- CeCe Frey
- Cee-Lo
- Choice
- Ciara
- Damian Dame
- Corey Glover
- Goodie Mob
- Highland Place Mobsters
- Jermaine Jackson
- Donell Jones
- Kelis
- Kenny Lattimore et Chanté Moore
- OutKast
- Pink
- Pressha
- TLC
- Tony Rich
- Sam Salter
- Usher
- Shanice
- Society of Soul
- YoungBloodZ

### Producteurs affiliés
- Antonio « L.A. » Reid (CEO du label entre 1989 et 2000[5]
- Kenneth « Babyface » Edmonds
- Daryl Simmons
- Kayo
- Dallas Austin
- Organized Noize